# Ludwig Vones

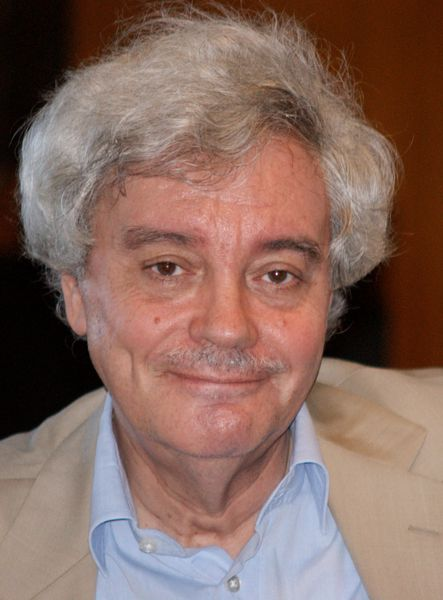
Ludwig Vones, aufgenommen 2010 von Werner Maleczek

Ludwig Vones (* 30. Oktober 1948 in Köln) ist ein deutscher Historiker.
Ludwig Vones studierte Geschichte und Germanistik an der Universität zu Köln. Dort wurde er 1977 promoviert. Seine Habilitation erfolgte ebenfalls in Köln 1994. Er lehrte als Professor für die Geschichte des Mittelalters an der Universität zu Köln. Schwerpunkte seiner Forschungen sind die Geschichte der iberischen Halbinsel im Mittelalter und die Geschichte des Avignonesischen Papsttums.

## Schriften (Auswahl)
- Urban V. (1362–1370). Kirchenreform zwischen Kardinalkollegium, Kurie und Klientel (= Päpste und Papsttum. Band 28). Hiersemann, Stuttgart 1998, ISBN 3-7772-9826-3.
- Europäische Geschichte im Spätmittelalter. Kohlhammer, Stuttgart 1997, ISBN 3-17-013507-4.
- Geschichte der Iberischen Halbinsel im Mittelalter 711–1480. Reiche – Kronen – Regionen. Thorbecke, Sigmaringen 1993, ISBN 3-7995-7113-2.
- Die „Historia Compostellana“ und die Kirchenpolitik des nordwestspanischen Raumes 1070–1130. Ein Beitrag zur Geschichte der Beziehungen zwischen Spanien und dem Papsttum zu Beginn des 12. Jahrhunderts (= Kölner Historische Abhandlungen. Band 29). Böhlau, Köln/Wien 1980, ISBN 3-412-02380-9 (zugleich Dissertation, Universität Köln 1977).